# NVIDIA 3D Vision
3D Vision是一種透過NVIDIA顯示卡與立體眼鏡，配合支援此技術的軟體來實現3D立體畫面顯示的一種技術。3D Vision早期只支援單一顯示器，自Fermi顯示卡發佈後，開始支援多顯示器（三個顯示器）的立體畫面顯示技術，即3D Vision Surround。

## 外部連結
- 3D Vision Live 官方網頁
- 3D Vision 官方網頁（页面存档备份，存于）
- 3D Vision Surround 官方網頁（页面存档备份，存于）